# مارك كاردونا
مارك كاردونا (بالتاغالوغية: Mark Cardona)‏ مواليد 3 نوفمبر 1981 في الفلبين، هو لاعب كرة سلة فلبيني سابق. بدأ مسيرته الاحترافية في سنة 2005. لعب في الرابطة الفلبينية لكرة السلة. حمل الرقم 3. يبلغ طوله 6 قدم 0 بوصة (1.8 م). مثّل منتخب بلاده.